# Тёрьо, Мелисса
Мелисса Тёрьо (фр. Mélissa Theuriau) — французская журналистка и телеведущая.

## Популярность
В 2006 году таблоид «Дэйли экспресс» назвал Мелиссу Тёрьо самым красивым новостным репортёром в мире. Она также была избрана самой сексуальной телеведущей читателями американского издания журнала «Maxim». В мае 2007 года она была названа самой красивой женщиной в мире французским изданием журнала «FHM».
В 2006 году французский таблоид «Voici» опубликовал фотографии Мелиссы Тёрьо топлес на пляже.

## Личная жизнь
7 мая 2008 года вышла замуж за актёра Жамеля Деббуза.
3 декабря 2008 года у них родился сын Леон, а 30 сентября 2011 года родилась дочь Лила.